# 그레네이드
그레네이드(영어: grenade, 일본어: グレネード) 또는 척탄(擲弾)은 비교적 근거리의 인원, 자재, 장갑 차량 등을 공격하기 위해 탄두에 작약 또는 화학제를 충전한 비상체(飛翔體)이다. 투척 방법의 차이에 따라 손으로 투척하는 수류탄과 소총 또는 유탄 발사기로 투사하는 척탄으로 구분한다.

## 같이 보기
- 수류탄
- 유탄 발사기